# Зюдлон
Зюдлон (нем. Südlohn) — община в Германии, в земле Северный Рейн-Вестфалия.
Подчиняется административному округу Мюнстер. Входит в состав района Боркен. Население составляет 9009 человек (на 31 декабря 2010 года). Занимает площадь 46 км².